# سام أبيل
سام أبيل (بالإنجليزية: Sam Appel؛ بالإسبانية: Sam Appel) هو ممثل مكسيكي وأمريكي، ولد في 8 أغسطس 1871 في Magdalena, Jalisco ‏ في المكسيك، وتوفي في 18 يونيو 1947 في لوس أنجلوس في الولايات المتحدة.

## وصلات خارجية
- سام أبيل على موقع أرشيف الشارخ.
- سام أبيل على موقع IMDb (الإنجليزية)
- سام أبيل على موقع أول موفي (الإنجليزية)
- سام أبيل على موقع قاعدة بيانات الأفلام السويدية (السويدية)
- سام أبيل على موقع قاعدة بيانات الفيلم (الإنجليزية)
- سام أبيل على موقع كينوبويسك (الروسية)